# Paul Rudolf Henning
Paul Rudolf Henning (Berlino, 15 agosto 1886 – Berlino Ovest, 11 ottobre 1986) è stato un architetto tedesco.